# Soraya Sáenz de Santamaría
María Soraya Sáenz de Santamaría Antón (Valladolid, 10 giugno 1971) è una giurista, avvocato e politica spagnola del Partito Popolare, vicepresidente del Governo dal 2011 al 2018 e commissario straordinario del Governo di Catalogna dal 2017 al 2018.

## Biografia
Avvocato, dal 2002 è docente di diritto amministrativo all'università Carlos III di Getafe.
Membro della segreteria esecutiva del Partito Popolare, nel 2004 è eletta deputato delle Cortes a Madrid durante la VIII legislatura (2004-2008). Rieletta nella IX legislatura, è stata portavoce del suo gruppo parlamentare al Congresso dei deputati.
Il 22 dicembre 2011 è nominata da Mariano Rajoy vice-presidente del Governo, portavoce e ministro della presidenza (con competenza alla difesa e all'intelligence). In quest'ultima qualità è cancelliere dell'Ordine al merito costituzionale e dell'ordine di Cisneros.

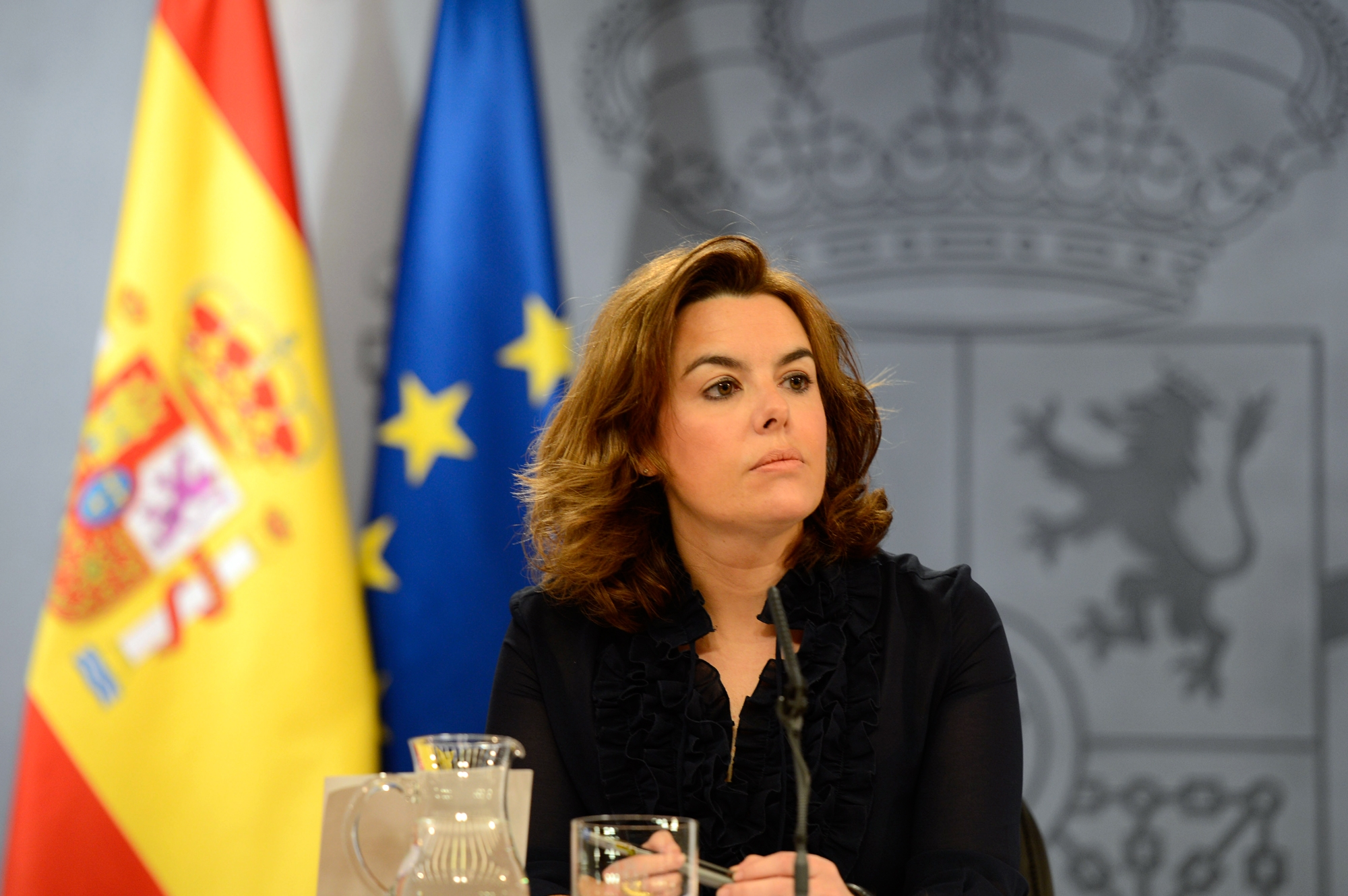
Soraya Sáenz de Santamaría in una conferenza stampa a La Moncloa nel maggio 2012, al termine di un consiglio dei ministri

Il 28 ottobre 2017, a seguito dell'attivazione dell'articolo 155 della Costituzione spagnola con cui è stato destituito il governo della Catalogna, il premier Rajoy le assegna le funzioni di Presidente di tale comunità autonoma, in qualità di Commissario straordinario.
L'incarico, con l'applicazione dell'articolo 155, termina il 2 giugno con l'insediamento del governo di Quim Torra, eletto il 14 maggio 2018.
Il 7 giugno chiude l'esperienza di governo per l'entrata in carica del nuovo capo del governo Pedro Sánchez, dopo l'approvazione della mozione di sfiducia contro Rajoy.
Nel giugno 2018 si candida a presidente del partito classificandosi prima alle primarie del PP. Al XIX congresso del partito, il 21 luglio 2018, l'ex vicepremier però ha ottenuto il 42,05% dei voti, superata da Pablo Casado Blanco, eletto presidente con il 57,21% dei voti. Nel settembre 2018 ha annunciato le dimissioni da deputato alle Cortes e il ritiro dalla politica.
Nell'ottobre 2018, è stata nominata, dal nuovo governo socialista, membro del Consiglio di Stato.

## Vita privata
Nel 2005 Sáenz de Santamaría si è sposata con José Iván Rosa Vallejo, con il quale ha avuto un figlio nato nel novembre 2011.